# Mark Hager
Marcus „Mark“ William Hager (* 28. April 1964 in Maryborough, Queensland) ist ein ehemaliger australischer Hockeyspieler, der mit der australischen Hockeynationalmannschaft 1996 Olympiadritter sowie 1986 Weltmeister und 1994 Weltmeisterschaftsdritter war. Später war er Trainer in Australien, Neuseeland und dem Vereinigten Königreich.

## Sportliche Karriere
Mark Hager trat in 231 Länderspielen für Australien an und erzielte 179 Tore.
Der 1,80 m große Mittelstürmer debütierte 1985 in der Nationalmannschaft. Bei der Weltmeisterschaft 1986 in London gewannen die Australier ihre Vorrundengruppe vor den Deutschen. Nach einem 5:0 im Halbfinale gegen die sowjetische Mannschaft trafen die Australier im Finale auf das englische Team und siegten mit 2:1. Zwei Jahre später bei den Olympischen Spielen 1988 in Seoul gewannen die Australier ihre Vorrundengruppe vor den Niederländern, im direkten Vergleich siegten die Australier mit 3:2. Im Halbfinale unterlagen die Australier der britischen Mannschaft mit 2:3. Im Spiel um die Bronzemedaille trafen die Australier wieder auf die Niederländer und verloren mit 1:2. Mit acht Feldtoren war Hager hinter dem Niederländer Floris Jan Bovelander und gleichauf mit dem Briten Sean Kerly zweiterfolgreichster Torschütze des Turniers.
Hager spielte weder bei der Weltmeisterschaft 1990 in Lahore noch bei den Olympischen Spielen 1992 in Barcelona.
1994 war Australien Gastgeber der Weltmeisterschaft in Sydney. Die australische Mannschaft unterlag im Halbfinale den Niederländern mit 1:3. Im Kampf um Bronze bezwangen die Australier die deutsche Mannschaft mit 5:2. Zwei Jahre später bei den Olympischen Spielen 1996 in Atlanta qualifizierten sich die Australier trotz einer Vorrundenniederlage gegen die Niederländer für das Halbfinale. Nach der Halbfinalniederlage gegen die Spanier trafen die Australier im Spiel um Bronze auf die Deutschen und gewannen mit 3:2.
Nach seiner Laufbahn als Aktiver wurde Mark Hager Trainer. Zunächst betreute er die australischen Juniorinnen und war Assistenztrainer der australischen Damen. 2009 wurde er Chefcoach der Black Sticks, der neuseeländischen Nationalmannschaft der Damen. Diese erreichten 2012 in London und 2016 in Rio de Janeiro jeweils den vierten Platz bei den Olympischen Spielen. Bei den Commonwealth Games gewannen sie Silber 2010 in Delhi, Bronze 2014 in Glasgow und schließlich Gold 2018 in Gold Coast. Anfang 2019 übernahm Mark Hager das Traineramt bei der englischen und der britischen Damen-Nationalmannschaft.
Mark Hager ist mit der Hockeyspielerin Michelle Capes verheiratet. 2008 gehörte er zu den ersten Spielern, die in die neue Hall of Fame des australischen Hockeysports aufgenommen wurden.